# Bližnja srečanja tretje vrste
Bližnja srečanja tretje vrste (angleško Close Encounters of the Third Kind) je ameriški znanstvenofantastični film iz leta 1977, ki ga je režiral in zanj napisal scenarij Steven Spielberg, v glavnih vlogah pa nastopajo Richard Dreyfuss, Melinda Dillon, Teri Garr, Bob Balaban, Cary Guffey in François Truffaut. Prikazuje zgodbo običajnega člana delavskega razreda iz Indiane Royja Nearyja, ki mu spremeni življenje srečanje z neznanim letečim predmetom (NLP).
To je bil Spielbergov dolgo načrtovani projekt. Konec leta 1973 je dosegel dogovor s studiem  Columbia Pictures za snemanje znanstvenofantastičnega filma. Čeprav je naveden kot edini scenarist, so mu pri pisanju tako ali drugače pomagali Paul Schrader, John Hill, David Giler, Hal Barwood, Matthew Robbins in Jerry Belson. Naslov je izpeljan iz klasifikacije bližnjih srečanj ufologa J. Allena Hyneka, pri kateri tretja vrsta označuje, da očividec opazi Nezemljane«. Douglas Trumbull je bil nadzornik za posebne učinke, Carlo Rambaldi pa je oblikoval Nezemljane.
Film je bil premierno prikazan v omejenem številu kinematografov 16. in 23. novembra 1977, mesec za tem so ga predvajali tudi drugje. Tako med kritiki kot finančno se je izkazal za uspešnico, saj je ob proračunu 20 milijonov ameriških dolarjev prinesel več kot 300 milijonov USD prihodkov. Na 50. podelitvi je bil nominiran za oskarja v osmih kategorijah, osvojil pa le oskarja za fotografijo (Vilmos Zsigmond). Nominiran je bil tudi za devet nagrad BAFTA in štiri zlate globuse. Leta 2007 ga je ameriška Kongresna knjižnica izbrala za ohranitev v okviru Narodnega filmskega registra zavoljo njegove »kulturne, zgodovinske ali estetske vrednosti«.
Leta 1980 je izšla posebna izdaja filma z nekaterimi skrajšanimi in novimi prizori. Spielberg se je z njo strinjal, da je lahko dodal prizore, ki jih ni mogel vključiti v prvotno izdajo, studio je zahteval kontroverzno sceno s prikazom notranjosti nezemeljske matične ladje. Režiserjevo nezadovoljstvo s spremenjenim zaključnim prizorom je pripeljal do tretje izdaje, znane kot Director's Cut, ki je izšla na kasetah VHS in LaserDisc leta 1998. To je najdaljša različica filma, ki združuje Spielbergove najljubše elemente predhodnih izdaj, odstranjen pa je prizor v notranjosti nezemeljske matične ladje.  Ob 40-letnici filma  je bil leta 2017 film predelan v 4K.

## Vloge
- Richard Dreyfuss kot Roy Neary
- François Truffaut kot Claude Lacombe
- Teri Garr kot Ronnie Neary
- Melinda Dillon kot Jillian Guiler
- Bob Balaban kot David Laughlin
- J. Patrick McNamara kot vodja projekta
- Warren Kemmerling kot Wild Bill
- Roberts Blossom kot kmetovalec
- Philip Dodds kot Jean Claude
- Cary Guffey kot Barry Guiler,
- Lance Henriksen kot Robert
- Merrill Connally kot vodja ekipe
- George DiCenzo kot major Benchley
- Gene Dynarski kot Ike
- Josef Sommer kot Larry Butler
- Carl Weathers kot vojaški policist